# 尚伯宗
尚伯宗（法語：Chambezon，法語發音：[ʃɑ̃bəzɔ̃]）是法国上卢瓦尔省的一个市镇，属于布里尤德区。

## 地理
尚伯宗（45°22'46"N, 3°14'34"E）面积5.09 平方千米，位于法国奥弗涅-罗讷-阿尔卑斯大区上盧瓦爾省，该省份为法国中南部省份，北起多姆山省和卢瓦尔省，西接康塔爾省，南至洛泽尔省，东临阿尔代什省。
与尚伯宗接壤的市镇（或旧市镇、城区）包括：阿拉尼翁河畔朗德、莱奥图万、莫里亚、圣热尔瓦齐。

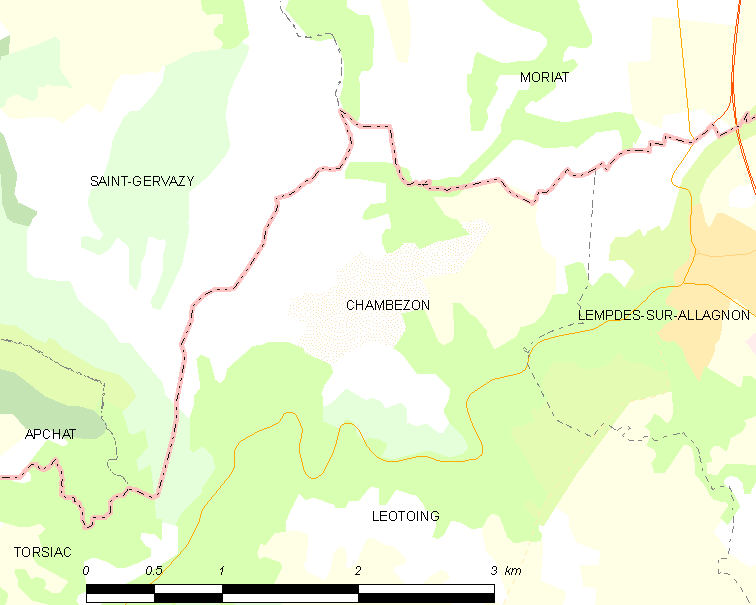
尚伯宗的OSM定位图

尚伯宗的时区为UTC+01:00、UTC+02:00（夏令时）。

## 行政
尚伯宗的邮政编码为43410，INSEE市镇编码为43050。

## 政治
尚伯宗所属的省级选区为圣弗洛里娜县。

## 人口

1962-2008年间尚伯宗人口变化图示

尚伯宗于2022年1月1日时的人口数量为130人。